# Monica Braw
Eva Monica Braw Lompolo, född Braw 24 maj 1945 i Härnösand,  är en svensk japanolog, författare och journalist.
Monica Braw är dotter till redaktionschefen för tidningen Kvällsposten Lars Braw och journalisten ”Kaj” Braw, född Sidén. Braw är uppväxt i Malmö, där hon tog studentexamen 1965. Hon blev filosofie kandidat i humaniora vid Stockholms universitet 1972 och disputerade i historia vid Lunds universitet 1986 med en avhandling om överlevare från atombombsfällningarna i Hiroshima och Nagasaki. Hon blev också filosofie kandidat i japanska språket och litteraturen vid Lunds universitet år 2000 och är där handledare vid Centrum för östasiatiska och sydöstasiatiska studier sedan 2006. 
Monica Braw var anställd av Åhlén & Åkerlunds förlag 1966–1967, frilanskorrespondent för Kvällsposten och Finlands Radio i Asien 1969–1970 och 1974–1978, utrikesredaktör i Finlands Radio i Helsingfors 1970–1973, producent för Vetandets värld i Sveriges Radio 1980–1982 och Östasienkorrespondent för Svenska Dagbladet i Tokyo 1983–1993. Hon har varit forskare i japanologi vid Handelshögskolan i Stockholm 1998–1999. Hon är sedan 1978 även verksam och författare och sedan 2000 är hon fristående journalist, forskare och författare.
Monica Braw är syster till prästen och författaren Christian Braw.

### Skönlitteratur
- 1978 – Någonannanstans, Bonniers
- 1980 – Innan jag dog, Bonniers
- 1982 – Överlevarna, Bonniers
- 1984 – Hjärtlandet, Bonniers
- 1988 – Hemort:Tokyo, Bonniers
- 2002 – Främling. En svensk i fjärran land, Bonniers
- 2005 – Hiroshima överlever – en roman om verkligheten, Orienta, Raumo, ISBN 952-5199-16-9, tidigare utgiven som Överlevarna – en roman om verkligheten, Bonniers 1982, ISBN 91-0-045466-4

### Fackböcker
- Jorden är vårt hem.
- Edita Morris och hennes tid (Gidlunds 2018)
- Kuolla kuin kärpäset, rapport från Bangladesh, med Juhani Lompolo, Otava, Helsingfors 1971
- Kvinna i Kina, LT 1973 (på finska Neljä vuorta – naisen asema uudessa Kiinassa, Tammi 1973
- Den gömda solen. En bok om Japan och japanska kvinnor, med Hiroe Gunnarsson, LT 1978
- Pitkä matka itään (Den långa resan österut), med Juhani Lompolo, Kirjayhtymä, Helsingfors 1985
- The Atomic Bomb Suppressed – American Censorship in Japan 1945–1949, avhandling i historia vid Lunds universitet, Liber 1986  (Förkortad version: Den censurerade atombomben, Brevskolan och TBV 1985 (på japanska Ken’etsu. Kinji sareta genbaku hodo, Jiji Tsushinsha, Tokyo 1988, reviderad version: The Atomic Bomb Suppressed - American Censorship in Occupied Japan, M.E.Sharpe, Armonk New York, USA 1991
- Fakta om Japan, bredvidläsningsbok för mellanstadiet, Almqvist & Wiksell Läromedel 1991
- Japanska tecken i tiden, Etnografiska museet 1994
- Trendbrott i japansk politik, Utrikespolitiska Institutet 1994
- Japan, bredvidläsningsbok för högstadiet, Natur & Kultur 1996
- Japanskt ABC – Orientens mystik i dagsljus, med Juhani Lompolo, Orienta 1997
- Jättens rötter. Japan – sömnigt samurajvälde blir ekonomisk supermakt, med Aimé Humbert, Orienta 1999
- Från Hokusai till Dragon Ball, Carlsson Bokförlag 2004
- Samurajerna, med Juhani Lompolo, Atlantis 2006
- Trollsländans land – Japans historia, Atlantis 2010, ISBN 91-7353-370-X
- Kvinnor i Japan under tusen år – nio porträtt, Atlantis 2014, ISBN 978-91-7353-617-2
- Mitt Tokyo – historia och kultur, Atlantis 2013, ISBN 978-91-7353-678-3

## Utmärkelser och priser
- H. M. Konungens medalj i guld av 8:e storleken 2021 för framstående insatser inom svensk japanologi[5]
- Japanska Uppgående solens orden av 5:e klassen (JUSO5kl 2011)[6]
- 1976 – Albert Bonniers stipendiefond för yngre och nyare författare
- 1982 – Kommunalarbetarnas kulturstipendium
- 1982 – Byggnadsarbetarnas kulturstipendium
- 2010 – Gleerups facklitterära pris